# All Out of Love (Air Supply)
All out of love è una romantica canzone pop, incisa nel 1980 dagli Air Supply e facente parte dell'album Lost in Love.

Si tratta di uno dei brani più famosi della band australiana, brano inserito tra le prime 100 canzoni d'amore di tutti i tempi (occupa il 92º posto)  e del quale sono state incise anche varie cover.
Il disco, uscito su etichetta Arista Records, è stato prodotto da Clive Davis (produttore esecutivo) e Robie Porter.
Autori del brano sono Graham Russell (componente della band e rimasto anche nella formazione attuale; autore sia del testo che della melodia) e Clive Davis (coautore del testo).

## Testo & Musica
Si tratta di una classica ballata pop, con un ritornello orecchiabile.
Il testo parla di una storia d'amore che sta attraversando un momento di difficoltà o che – perlomeno – sta vivendo una pausa di riflessione: un uomo si sente solo vicino al telefono mentre pensa alla lontananza dalla sua “lei” e ammette di essere dalla parte del torto, sperando che quest'ammissione non giunga troppo tardi e che lei possa tornare.

## Tracce

### 45 giri
1. All Out Of Love (Graham Russell – Clive Davis) 3:43
2. Old Habits Die Hard (Criston Barker – David Moyse)  3:03

### CD singolo
1. All Out of Love 4:01
2. Here I Am 3:48
3. Every Woman in the World 3:32

## Classifiche
| Paese       | Posizione massima |
| ----------- | ----------------- |
| Stati Uniti | 2                 |
| Regno Unito | 11                |

## Cover
Tra gli artisti che hanno realizzato delle cover del brano, vi sono, tra l'altro:
- OTT (1996)
- Enigma
- Declan Galbraith
- Andru Donalds (1999)
- Mercury4 (2004)
- Jagged Edge (2004)
- Westlife & Delta Goodrem (contenuto nell'album dei Westlife del 2006  The Love Album)
- John Barrowman (2007)
- Jenna Drey (2008)
- Wei Shen (2012)